# Youness Mokhtar
Youness Mokhtar (Utrecht, 29 augustus 1991) is een Nederlands-Marokkaans voetballer die bij voorkeur als linksbuiten speelt.

## Biografie

### Jeugd
Mokhtar begon met voetballen bij UCS EDO, waar hij maar kort speelde. Elinkwijk had het talent namelijk in het vizier en daar vervolgde hij zijn prille loopbaan. In 2000 werd hij gescout door PSV en werd hij, evenals mede-Elinkwijker Zakaria Labyad, door de club naar de eigen jeugdopleiding gehaald. Op 13 november 2009 maakte hij zijn debuut voor de hoofdmacht van PSV in een oefenwedstrijd tegen Valenciennes. In de winterstop werd hij door Fred Rutten gevraagd met de selectie mee te gaan op trainingskamp naar Valencia.
Op 2 augustus 2010 tekende Mokhtar een vierjarig profcontract bij PSV, waar hij in eerste instantie ging spelen bij Jong PSV. Kort hierop maakte Mokhtar na enkele gesprekken met Pim Verbeek, toenmalig technisch directeur van de Marokkaanse voetbalbond, bekend dat hij overschrijving aanvroeg om uit te kunnen komen voor Marokko.

### Verhuur FC Eindhoven en vertrek bij PSV
Aan het begin van het seizoen 2011-2012 werd Mokthar door PSV verhuurd aan stadgenoot FC Eindhoven, waar hij herenigd werd met zijn oude jeugdtrainer Ernest Faber. Op 9 september 2011 maakte hij zijn debuut voor FC Eindhoven in de uitwedstrijd tegen AGOVV Apeldoorn. Ondanks dat Mokhtar indruk wist te maken in de 25 wedstrijden, die hij speelde in het eerste elftal van FC Eindhoven, werd hij te licht bevonden voor een terugkeer naar PSV.
Diverse clubs leken bereid de aanvaller over te nemen van PSV. Eerst meldde RKC Waalwijk zich voor de aanvaller, maar zij kwamen niet tot overeenstemming met PSV. Mokhtar liep vervolgens stage bij Metallurg Donetsk in Oekraïne en ADO Den Haag, maar van een overgang naar een van beide clubs kwam het niet. Uiteindelijk was het PEC Zwolle, dat kort na het begin van de competitie, Mokhtar wist te strikken. Op 20 augustus 2012 tekende hij een verbintenis voor drie jaar bij de promovendus. Met de overgang was zo'n honderdvijftigduizend euro gemoeid. Tevens bedong PSV een percentage bij een eventuele doorverkoop van de aanvaller.

### PEC Zwolle
Mokhtar maakte een goed eerste seizoen door in de Eredivisie. Hij was een van de smaakmakers bij PEC Zwolle en groeide uit tot vaste waarde in het elftal van Art Langeler. Hij speelde 32 van 34 wedstrijden en wist hierin zes keer te scoren. PEC Zwolle behaalde dat seizoen met attractief voetbal de elfde plaats, waardoor de club zich eenvoudig handhaafde in de Eredivisie. Hoewel er interesse leek te zijn van andere clubs, waaronder verregaande interesse van FC Twente, startte Mokhtar ook in het seizoen 2013-2014 bij PEC Zwolle.

### FC Twente
Mokhtar tekende op 1 september 2013, vlak voor het sluiten van de transferperiode, een vierjarig contract bij FC Twente. Daarmee eindigde hij in zijn eerste seizoen als nummer drie in de Eredivisie. In het daaropvolgende seizoen werd duidelijk dat Twente in de financiële problemen zat, mede door afspraken met investeringsmaatschappij Doyen, die een deel van de tranfersommen voorfinancierde. Ook bij de transfer van Mokthar bleek Doyen achteraf betrokken te zijn. In het seizoen 2014-2015 werden de financiële problemen zodanig ernstig dat het eerste team in de competitie verschillende keren werd bestraft met puntaftrek. De ploeg eindigde het seizoen als nummer tien op de ranglijst. Na afloop van het seizoen begon Twente spelers te verkopen om zo de schulden te verminderen. De club verkocht onder andere Luc Castaignos, Bilal Ould-Chikh, Rasmus Bengtsson, Darryl Lachman, Cuco Martina en Andreas Bjelland. Ook Mokhtar werd te verstaan gegeven dat hij moest vertrekken. Mokthar werd buiten de wedstrijdselecties gelaten en in de media verschenen berichten over een slechte inzet van Mokthar.

### Al-Nassr
Mokhtar tekende in augustus 2015 een contract tot medio 2018 bij Al-Nassr, de kampioen van Saoedi-Arabië in het voorgaande seizoen. Dat betaalde circa €1.000.000,- voor hem aan FC Twente. Na een half seizoen in Saoedi-Arabië werd hij vervangen door de Braziliaan Marquinhos Gabriel. Hierna werd zijn contract ontbonden.

### Terugkeer bij PEC Zwolle
Op 4 februari 2016 werd bekendgemaakt dat hij een contract ondertekend bij zijn oude club PEC Zwolle. Hij tekende voor twee en een half seizoen. Doordat hij dat seizoen echter uitkwam voor zowel Jong FC Twente als Al-Nassr, mocht hij het seizoen 2015-2016 nog niet in actie komen voor de club.

### Ankaragücü en Stabæk IF
Hij verruilde medio 2018 PEC Zwolle voor MKE Ankaragücü in Turkije. In januari 2019 verliet hij de club omdat die de betalingsverplichtingen niet nakwam. In april 2019 sloot hij aan bij het Noorse Stabæk IF. In juni 2019 mocht hij vertrekken.

### Columbus Crew, ADO Den Haag en Raja Casablanca
In juli 2019 vervolgde Mokhtar zijn loopbaan transfervrij bij Columbus Crew. Met zijn club won hij de MLS Cup 2020. In januari 2021 sloot hij aan bij ADO Den Haag waarmee hij uit de Eredivisie degradeerde. Nadat hij vervolgens een half jaar zonder club zat, ging hij in januari 2022 naar Raja Casablanca. Zonder dat hij tot een inzet kwam, werd zijn contract per mei 2022 ontbonden.

### Bhayangkara en terugkeer bij Eindhoven
De tweede helft van 2022 speelde hij in Indonesië voor Bhayangkara. Mokhtar ging in februari 2023 meetrainen bij FC Eindhoven. Op 9 maart sloot hij tot het einde van het seizoen aan bij de club.

### Carrièrestatistieken
| Seizoen                     | Club            | Competitie      | Competitie | Competitie | Beker | Beker | Internationaal | Internationaal | Overig | Overig | Totaal | Totaal |
| Seizoen                     | Club            | Competitie      | Wed.       | Dlp.       | Wed.  | Dlp.  | Wed.           | Dlp.           | Wed.   | Dlp.   | Wed.   | Dlp.   |
| --------------------------- | --------------- | --------------- | ---------- | ---------- | ----- | ----- | -------------- | -------------- | ------ | ------ | ------ | ------ |
| 2010/11                     | PSV             | Eredivisie      | 0          | 0          | 0     | 0     | –              | –              | –      | –      | 0      | 0      |
| 2011/12                     | PSV             | Eredivisie      | 0          | 0          | 0     | 0     | –              | –              | –      | –      | 0      | 0      |
| 2011/12                     | FC Eindhoven    | Eerste divisie  | 25         | 8          | 3     | 0     | –              | –              | 2      | 0      | 30     | 8      |
| 2012/13                     | PEC Zwolle      | Eredivisie      | 32         | 6          | 5     | 3     | –              | –              | –      | –      | 37     | 9      |
| 2013/14                     | PEC Zwolle      | Eredivisie      | 4          | 1          | 0     | 0     | –              | –              | –      | –      | 4      | 1      |
| 2013/14                     | FC Twente       | Eredivisie      | 25         | 3          | 1     | 0     | –              | –              | –      | –      | 26     | 3      |
| 2014/15                     | FC Twente       | Eredivisie      | 32         | 5          | 5     | 2     | 2              | 0              | 0      | 0      | 39     | 7      |
| 2015/16                     | Al-Nassr        | Premier League  | 7          | 0          | 2     | 0     | 0              | 0              | 0      | 0      | 9      | 0      |
| 2016/17                     | PEC Zwolle      | Eredivisie      | 24         | 4          | 1     | 1     | –              | –              | 0      | 0      | 25     | 5      |
| 2017/18                     | PEC Zwolle      | Eredivisie      | 32         | 8          | 4     | 2     | 0              | 0              | –      | –      | 36     | 10     |
| 2018                        | Ankaragücü      | Süper Lig       | 12         | 1          | 3     | 0     | –              | –              | 0      | 0      | 15     | 1      |
| 2019                        | Columbus Crew   | MLS             | 8          | 1          | 0     | 0     | 0              | 0              | 0      | 0      | 8      | 1      |
| 2019                        | Stabæk IF       | Eliteserien     | 2          | 0          | 1     | 1     | -              | -              | -      | -      | 3      | 1      |
| 2020                        | Columbus Crew   | MLS             | 16         | 1          | 0     | 0     | 0              | 0              | 3      | 2      | 19     | 3      |
| 2021                        | ADO den Haag    | Eredivisie      | 10         | 0          | 0     | 0     | 0              | 0              | 0      | 0      | 10     | 0      |
| Carrière totaal             | Carrière totaal | Carrière totaal | 229        | 38         | 25    | 9     | 2              | 0              | 5      | 2      | 261    | 47     |
| Bijgewerkt op 23 juli 2021. |                 |                 |            |            |       |       |                |                |        |        |        |        |

## Interlandcarrière

### Marokko onder 23
Op 26 november 2011 debuteerde Mokhtar voor Marokko –23 in een wedstrijd tegen Nigeria –23 in de groepsfase van het Afrikaans kampioenschap voetbal onder 23 - 2011 (0 – 1).
| Interlands van Youness Mokhtar voor Marokko –23 | Interlands van Youness Mokhtar voor Marokko –23 | Interlands van Youness Mokhtar voor Marokko –23 | Interlands van Youness Mokhtar voor Marokko –23 | Interlands van Youness Mokhtar voor Marokko –23              | Interlands van Youness Mokhtar voor Marokko –23 |
| №                                               | Datum                                           | Wedstrijd                                       | Uitslag                                         | Soort Wedstrijd                                              | Doelpunten                                      |
| Als speler bij FC Eindhoven                     | Als speler bij FC Eindhoven                     | Als speler bij FC Eindhoven                     | Als speler bij FC Eindhoven                     | Als speler bij FC Eindhoven                                  | Als speler bij FC Eindhoven                     |
| ----------------------------------------------- | ----------------------------------------------- | ----------------------------------------------- | ----------------------------------------------- | ------------------------------------------------------------ | ----------------------------------------------- |
| 1.                                              | 26 november 2011                                | Nigeria – Marokko                               | 0 – 1                                           | Groepsfase Afrikaans kampioenschap voetbal onder 23 - 2011   | 0                                               |
| 2.                                              | 29 november 2011                                | Marokko – Algerije                              | 1 – 0                                           | Groepsfase Afrikaans kampioenschap voetbal onder 23 - 2011   | 0                                               |
| 3.                                              | 7 december 2011                                 | Egypte – Marokko                                | 2 – 3                                           | Halve finale Afrikaans kampioenschap voetbal onder 23 - 2011 | 1                                               |
| 3.                                              | 10 december 2011                                | Gabon – Marokko                                 | 2 – 1                                           | Finale Afrikaans kampioenschap voetbal onder 23 - 2011       | 1                                               |

### Marokko onder 20
Op 9 februari 2011 debuteerde Mokhtar voor Marokko –20.

### Nederland onder 18
Op 11 februari 2009 debuteerde Mokhtar voor Nederland –18 in een vriendschappelijke wedstrijd tegen Luxemburg –18 (1 – 2).
| Interlands van Youness Mokhtar voor Nederland –18 | Interlands van Youness Mokhtar voor Nederland –18 | Interlands van Youness Mokhtar voor Nederland –18 | Interlands van Youness Mokhtar voor Nederland –18 | Interlands van Youness Mokhtar voor Nederland –18 | Interlands van Youness Mokhtar voor Nederland –18 |
| №                                                 | Datum                                             | Wedstrijd                                         | Uitslag                                           | Soort Wedstrijd                                   | Doelpunten                                        |
| Als speler bij PSV                                | Als speler bij PSV                                | Als speler bij PSV                                | Als speler bij PSV                                | Als speler bij PSV                                | Als speler bij PSV                                |
| ------------------------------------------------- | ------------------------------------------------- | ------------------------------------------------- | ------------------------------------------------- | ------------------------------------------------- | ------------------------------------------------- |
| 1.                                                | 11 februari 2009                                  | Luxemburg – Nederland                             | 2 – 1                                             | Vriendschappelijk                                 | 0                                                 |
| 2.                                                | 1 april 2009                                      | Nederland – Turkije                               | 3 – 0                                             | Vriendschappelijk                                 | 1                                                 |

### Nederland onder 17
Op 23 oktober 2007 debuteerde Mokhtar voor Nederland –17 in een vriendschappelijke wedstrijd tegen Albanië –17 (3 – 0).
| Interlands van Youness Mokhtar voor Nederland –17 | Interlands van Youness Mokhtar voor Nederland –17 | Interlands van Youness Mokhtar voor Nederland –17 | Interlands van Youness Mokhtar voor Nederland –17 | Interlands van Youness Mokhtar voor Nederland –17 | Interlands van Youness Mokhtar voor Nederland –17 |
| №                                                 | Datum                                             | Wedstrijd                                         | Uitslag                                           | Soort Wedstrijd                                   | Doelpunten                                        |
| Als speler bij PSV                                | Als speler bij PSV                                | Als speler bij PSV                                | Als speler bij PSV                                | Als speler bij PSV                                | Als speler bij PSV                                |
| ------------------------------------------------- | ------------------------------------------------- | ------------------------------------------------- | ------------------------------------------------- | ------------------------------------------------- | ------------------------------------------------- |
| 1.                                                | 23 oktober 2007                                   | Nederland – Albanië                               | 3 – 0                                             | Kwalificatie EK –17                               | 1                                                 |
| 2.                                                | 28 oktober 2007                                   | Nederland – Frankrijk                             | 1 – 0                                             | Kwalificatie EK –17                               | 0                                                 |
| 3.                                                | 4 februari 2008                                   | Tsjechië – Nederland                              | 1 – 0                                             | Vriendschappelijk                                 | 0                                                 |
| 4.                                                | 8 februari 2008                                   | Noorwegen – Nederland                             | 0 – 0                                             | Vriendschappelijk                                 | 0                                                 |
| 5.                                                | 15 maart 2008                                     | Nederland – Noorwegen                             | 2 – 0                                             | Kwalificatie EK –17                               | 0                                                 |
| 6.                                                | 18 maart 2008                                     | Honduras – Nederland                              | 0 – 2                                             | Kwalificatie EK –17                               | 0                                                 |
| 7.                                                | 23 april 2008                                     | België – Nederland                                | 0 – 0                                             | Vriendschappelijk                                 | 0                                                 |
| 8.                                                | 4 mei 2008                                        | Turkije – Nederland                               | 3 – 0                                             | EK –17                                            | 0                                                 |
| 9.                                                | 7 mei 2008                                        | Nederland – Servië en Montenegro                  | 1 – 0                                             | EK –17                                            | 0                                                 |
| 10.                                               | 10 mei 2008                                       | Nederland – Schotland                             | 2 – 0                                             | EK –17                                            | 0                                                 |
| 11.                                               | 13 mei 2008                                       | Spanje – Nederland                                | 2 – 1                                             | EK –17                                            | 0                                                 |